# Ондар, Чылгычы Чимит-Доржуевич
Чылгычы Чимит-Доржуевич Ондар (16 ноября 1955 — 12 июня 2020) — тувинский драматург, депутат Государственной думы третьего и четвёртого созывов. Заслуженный работник культуры Российской Федерации (1998), Заслуженный деятель искусств Республики Тыва.

## Биография
Родился в 1955 году в городе Чадан Дзун-Хемчикского района. Окончил в 1978 г Московское высшее театральное училище имени Б. В. Щукина, Новосибирскую ВПШ. Трудовую деятельность Чылгычы Чимит-Доржуевич начинал в качестве актёра тогда Тувинского государственного музыкально-драматического театра в 1978 году. В разные годы Чылгычы Чимит-Доржуевич работал заведующим литературной частью театра, инструктором отдела агитации и пропаганды Кызылского ГК КПСС, заведующим отдела информации и спорта редакции газеты «Тыванын аныяктары», заместителем министра культуры Тувинской АССР, министром культуры, кино и туризма республики Тыва, заместителем Главы Правительства по социальной политике Республики Тыва.
14 октября 2001 года был избран депутатом Государственной Думы РФ третьего созыва на дополнительных выборах по Тувинскому одномандатному избирательному округу 27 (вместо Н. И. Локтионова, перешедшего на работу в Счетную палату РФ), на выборах получил 38,57 % голосов избирателей, участвовавших в голосовании, входил в состав фракции «Отечество - Вся Россия» (ОВР). Был избран Заместителем главы Комитета по охране здоровья и спорту ГД.
В 2003 году избран депутатом Государственной Думы РФ четвёртого созыва также по Тувинскому одномандатному избирательному округу 28 Республики Тыва. Был избран заместителем председателя Комитета ГД по культуре.
Его перу принадлежат следующие драматические произведения:
- драма «730 дней и ночей» (1980 г.)
- драма «Возрождение» (1985 г.)
- трагедия «Кровавые следы» (1989 г.)
- водевиль «Комбикорм, шляпа и любовь» (1989 г.)
- сатирическая комедия «Несостоявшаяся хан(кровяная колбаса)» (1990 г.)
- повесть «Последняя пристань» (1994 г.)
- сборник пьес «Чалым-Хая» (1988 г., 1994 г.)
- сборник пьес «Незаконченная война» (1996 г.)
- Повесть «Мусульманский батальон» (2015 г.)
- Юмористические рассказы «Медведь с галстуком»(1987 г.)
- Пьеса «Шурави» (2017 г.)
- Пьеса « Верный друг»(2017 г.)

С 2009 г. направлен на дипломатическую работу в республику Казахстан в качестве первого секретаря Посольства России в Казахстане, одновременно исполнял обязанности Заместителя руководителя Представителя Россотрудничества в г. Астана, с 2012 года назначен Директором Агентства по внешнеэкономическим связям правительства республики Тыва, а с 2017 года работал заместителем директора Национального театра Республики Тыва им. В. Ш. Кок-оола.
Заслуженный работник культуры Российской Федерации, Заслуженный деятель искусств Республики Тыва и Лауреат Государственной премии Республики Тыва. Председатель Правления Союза Писателей Тувы, член Союза писателей и журналистов России.
Награждён медалью ордена «За заслуги перед Отечеством» II степени (2007).